# Мацуура, Элинор
Э́линор Мацуу́ра (англ. Eleanor Matsuura; род. 16 июля 1983, Токио) — британская актриса театра, кино, телевидения и озвучивания видеоигр японского происхождения.

## Биография
Элинор Мацуура родилась в июле (точное число неизвестно, предположительно, 16) 1983 года в Токио, но ещё будучи ребёнком переехала с родителями в Англию, в графство Хартфордшир. После средней школы девушка окончила Центральную школу сценической речи и драматического искусства (в 2004 году). С 2005 года начала сниматься для телевидения, в 2006 году состоялся дебют Элиноры на широком экране, с 2010 года она озвучивает видеоигры.
Элинор Мацуура наполовину японка и наполовину британка, японским языком она почти не владеет. Говоря по-английски, может имитировать около полутора десятков акцентов; певческий голос — меццо-сопрано; танцует модерн и исторический танец. Является защитницей прав животных, тесно сотрудничает с «Домом для собак и кошек в Баттерси».

### Личная жизнь
В 2014 году Мацуура вышла замуж за канадского актёра Тревора Уайта (род. 1970). Ныне пара живёт в Лондоне, в ноябре 2017 года у них родилась дочь.

## Театр
Элинор играет в известных театрах: Ройал-Корт, Олд Вик, на площадках Вест-Энда (Лондон), в театре Крусибл (Шеффилд).

## Избранная фильмография

### Широкий экран
- 2006 — Вторжение / Breaking and Entering — Руби
- 2007 — Фокусники[англ.] / Magicians — официантка
- 2013 — Алан Партридж: Альфа Отец / Alan Partridge: Alpha Papa — телерепортёр
- 2013 — Как украсть бриллиант / The Love Punch — Михаэла
- 2015 — Призраки: Лучшая участь[англ.] / Spooks: The Greater Good — Ханна Санто
- 2015 — Леди в фургоне / The Lady in the Van — интервьюер
- 2015 — Ни пуха, ни праха[англ.] / Burn Burn Burn — Пандора
- 2016 — Стооднолетний старик, который не заплатил и исчез[англ.] / Hundraettåringen som smet från notan och försvann — Ребекка
- 2017 — Потерявшийся в Лондоне[англ.] / Lost in London — Лора
- 2017 — Чудо-женщина / Wonder Woman — Эпиона
- 2017 — Лига справедливости / Justice League — Эпиона (в титрах не указана)
- 2018 — Голая Джульетта / Juliet, Naked — Кошка
- 2020 — Айван, единственный и неповторимый[англ.] / The One and Only Ivan — Кэндейс Мак-Эфи

### Телевидение
- 2005 — Виртуозы / Hustle — секретарша (в эпизоде The Lesson)
- 2005 — Холби-Сити[англ.] / Holby City — Сьюзи Форд (в эпизоде Damage Limitation[англ.])
- 2005 — Массовка / Extras — жена продюсера (в эпизоде Ben Stiller[англ.])
- 2006 — Жители Ист-Энда / EastEnders — доктор Торн (в эпизоде Episode dated 5 January 2006)
- 2006 — Внутри башен-близнецов / 9/11: The Twin Towers — оператор
- 2006, 2008 — Врачи[англ.] / Doctors — разные роли (в 2 эпизодах)
- 2007 — После твоего ухода[англ.] / After You've Gone — мисс Мюррей (в эпизоде Ripped Off[англ.])
- 2008 — Испытание и возмездие[англ.] / Trial & Retribution — Анжела Кларксон (в 2 эпизодах)
- 2008 — Доктор Кто / Doctor Who — Дзё Накасима (в эпизоде «План сонтаранцев»)
- 2008 — Моя семья / My Family — доктор (в эпизоде Neighbour Wars[англ.])
- 2008 — Невезуха[англ.] / Lead Balloon — Иззи (в эпизоде Mistake[англ.])
- 2008, 2012 — Лондонский госпиталь[англ.] / Casualty — разные роли (в 2 эпизодах[англ.])
- 2011 — Новые трюки / New Tricks — Тиффани Хейз (в эпизоде Old Fossils[англ.])
- 2011 — Призраки[англ.] / The Fades — Вики (в 4 эпизодах)
- 2012 — Двадцать двенадцать[англ.] / Twenty Twelve — доктор (в эпизоде Inclusivity Day)
- 2013 — Утопия / Utopia — Бев (в 3 эпизодах[англ.])
- 2013 — Закон и порядок: Лондон / Law & Order: UK — Софи Коэн (в эпизоде Fatherly Love[англ.])
- 2014 — Шёлк / Silk — Элизабет Форестер (в эпизоде Episode #3.4)
- 2015 — Осадок[англ.] / Residue — Анжела Росси (в 3 эпизодах)
- 2015 — Демоны Да Винчи / Da Vinci's Demons — мадам Сингх (в 6 эпизодах)
- 2015 — Наручники[англ.] / Cuffs — констебль Донна Прейджер (в 8 эпизодах)
- 2016 — Сон в летнюю ночь[англ.] / A Midsummer Night's Dream — Ипполита
- 2017 — Шерлок / Sherlock — Хопкинс (в эпизоде «Шесть Тэтчер»)
- 2017—2019 — В пустыне смерти / Into the Badlands — Бэрон Чо (в 6 эпизодах)
- 2018 — Шетланд / Shetland — инспектор Джесси Коул (в 2 эпизодах)
- 2018—2022 — Ходячие мертвецы / The Walking Dead — Юмико (в 58 эпизодах)
- 2019 — Ладья[англ.] / The Rook — Клаудия Клифтон (в 2 эпизодах)

### Озвучивание видеоигр
- 2010 — Doctor Who: The Adventure Games — Shadows of the Vashta Nerada — Дана Танака
- 2014 — Dreamfall Chapters — Сейга в возрасте 35 лет
- 2015 — Dirty Bomb — Кайра
- 2015 — Final Fantasy XIV: Heavensward — Рейнджер Тьмы / Югири
- 2015 — Star Wars: Battlefront — второстепенные персонажи
- 2016 — Homefront: The Revolution — второстепенные персонажи
- 2017 — Tom Clancy’s Ghost Recon Wildlands — «Ткач», снайпер (в женском обличии)
- 2017 — Mass Effect: Andromeda — второстепенные персонажи
- 2017 — Final Fantasy XIV: Stormblood — Югири
- 2017 — Lego Marvel Super Heroes 2 — второстепенные персонажи
- 2017 — Star Wars: Battlefront II — второстепенные персонажи
- 2017 — Planet of the Apes: Last Frontier — Оака
- 2018 — World of Warcraft: Battle for Azeroth — второстепенные персонажи
- 2020 — Squadron 42 — Огаст Бек